# Липівка (Житомирський район)
Липівка — село в Україні, у Житомирському районі Житомирської області. Населення становить 58 осіб.

## Історія
У 1906 році колонія Пулинської волості Житомирського повіту Волинської губернії. Відстань від повітового міста 35 верст, від волості 8. Дворів 32, мешканців 227.